# Saint-Germain-de-la-Coudre
Saint-Germain-de-la-Coudre é uma comuna francesa na região administrativa da Normandia, no departamento Orne. Estende-se por uma área de 25,93 km². Em 2010 a comuna tinha 798 habitantes (densidade: 30,8 hab./km²).